# Rai Yoyo
Rai Yoyo é um canal de televisão temático italiano voltado para o público infantil de 4 a 7 anos, pertencente à empresa pública Rai. Iniciou suas transmissões em 1º de novembro de 2006 e está disponível gratuitamente na televisão digital terrestre.

## História
O canal iniciou suas transmissões em 1º de novembro de 2006 na plataforma paga Sky Itália, após o encerramento do canal RaiSat Ragazzi, que foi dividido nos canais RaiSat YoYo, para crianças em idade pré-escolar, e RaiSat Smash, voltado para o público jovem de até 19 anos.
Em 31 de julho de 2009, com o término do contrato entre RaiSat e Sky Italia, o RaiSat YoYo passou a ser transmitido gratuitamente na televisão digital terrestre, na plataforma de televisão por satélite Tivùsat e por streaming no site oficial da Rai.
Em 18 de maio de 2010, o canal fez uma mudança em sua identidade gráfica, sendo padronizado com os demais canais do grupo e mudando o nome para Rai YoYo. Nesse mesmo ano, o canal passou a fazer parte da estrutura Rai Ragazzi junto com outro canal infantil do grupo, Rai Gulp.
Em 1º de maio de 2016, o canal deixou de exibir espaços publicitários. Desde 13 de dezembro de 2016, a programação do Rai Yoyo começou a ser transmitida no formato widescreen (16:9), assim como acontece com o Rai Gulp e a maioria dos canais da televisão digital terrestre.
Em 3 de janeiro de 2017, começou a transmitir em alta definição (HD) na plataforma de satélite Tivùsat.